# Otto Hausner
Otto Hausner (1827 Brody – 27. února 1890 Lvov) byl rakouský politik polské národnosti z Haliče, v 2. polovině 19. století poslanec Říšské rady.

## Biografie
Patřil do původem etnicky německé rodiny, která se koncem 18. století usadila v haličských Brodech a postupně splynula s polským prostředím.
Studoval na Lvovské univerzitě, pak lékařství na univerzitě ve Vídni a na Berlínské univerzitě. Během revolučního roku 1848 se jako student zapojil v Berlíně a Vídni do politického dění. V berlínské studentské legii nejprve bojoval proti pruské vládě. Uprchl pak do Vídně, kde se v říjnu 1848 stal účastníkem revolučních nepokojů, při nichž byl zraněn. Následně odešel studovat agronomii na škole v Hohenheimu. Roku 1850 se oženil a pak se vrátil na Halič. Zde spravoval zde svůj statek. Zabýval se jako publicista odbornými otázkami v oblasti statistiky a dějin umění. Byl veřejně a politicky aktivní. V roce 1870 usedl do okresního zastupitelstva ve Lvově. Od roku 1872 zasedal ve vedení úvěrního spolku Towarzystwo Kredytowe Ziemskie Galicyjskie.
Od roku 1873 zasedal jako poslanec Haličského zemského sněmu. Působil i jako poslanec Říšské rady (celostátního parlamentu), kam usedl v doplňovacích volbách roku 1878 za kurii velkostatkářskou v Haliči. Slib složil 8. února 1878. V roce 1878 se uvádí jako Otto Hausner, statkář, bytem Lvov. Mandát obhájil ve volbách roku 1879, nyní za městskou kurii, obvod Sambir, Stryj, Drohobyč. Opětovně zde byl zvolen ve volbách roku 1885. Poslancem byl až do své smrti roku 1890. Pak ho v parlamentu nahradil Gustaw Roszkowski. V parlamentu byl členem významných výborů. V roce 1879 se rozešel s Polským klubem v otázce okupace Bosny a Hercegoviny, kterou ve shodě s německými liberály odmítal. Náležel mezi zdatné parlamentní řečníky. Měl pozitivní vztah k Čechům.
Zemřel v únoru 1890.
Jeho bratr Alfred Hausner (1822–1887) byl rovněž politikem a poslancem Říšské rady.